# Hoge Raad der Nederlanden
De Hoge Raad der Nederlanden (kortweg Hoge Raad, gerechtscode HR) is de hoogste rechtsprekende instantie in Nederland, Aruba, Curaçao en Sint Maarten op civielrechtelijk, strafrechtelijk en belastingrechtelijk gebied. De Hoge Raad zetelt in Den Haag. Een rechter in de Hoge Raad wordt, ongeacht of het een man of een vrouw is, raadsheer genoemd.

## Taken
De wettelijke opdracht aan de Hoge Raad is gelegen in de cassatie van rechterlijke uitspraken wegens schending van het recht. Door gebruik te maken van het begrip 'recht' ziet deze bepaling niet alleen op schending van nationale wetten maar op al wat het recht uitmaakt, behoudens het recht van vreemde staten. Onder 'recht' valt meer dan wat in wetten is neergelegd, zo toetst de Hoge Raad ook aan internationaal verdragsrecht met werking in Nederland, zoals bijvoorbeeld het EVRM, want dat gaat vóór op nationale wetgeving, wetsartikelen die ermee in strijd zijn moeten buiten werking worden gelaten. Daarnaast wordt getoetst aan regels die in de jurisprudentie zijn gevormd, met name die van de Hoge Raad zelf, wordt de heersende mening in de juridische wetenschap over een bepaald leerstuk meegewogen en wordt getoetst aan ongeschreven rechtsregels en algemene rechtsbeginselen.
De Hoge Raad oordeelt niet over de feiten maar gaat uit van de feiten en omstandigheden zoals die zijn vastgesteld door de lagere rechters. De Raad oordeelt over de vraag of het recht door lagere instanties juist is uitgelegd en juist is toegepast, of de procedureregels juist zijn gevolgd en of een uitspraak voldoende en voldoende begrijpelijk is onderbouwd met een juridische motivering.
Een minder bekende taak is het geven van adviezen over op handen zijnde wetgeving, of andere gevallen wanneer de regering daarom vraagt (artikel 74 Wet op de rechterlijke organisatie).
De maatschappelijke taken van de Hoge Raad staan als zodanig niet in enige wet maar worden door het college zelf benoemd als "het bevorderen van de rechtsontwikkeling en de rechtseenheid en het bieden van individuele rechtsbescherming". Die eerste twee taken zijn sinds 2012 nader geaccentueerd doordat rechtbanken en gerechtshoven de Hoge Raad rechtsvragen kunnen voorleggen (prejudiciële vragen) in het belang van de ontwikkeling en de eenheid van het recht (sinds 2012 voor civiele zaken, sinds 2016 in belastingzaken en sinds 1 oktober 2022 in strafzaken).
De individuele rechtsbescherming bestaat er in dat de Hoge Raad uitspraken vernietigt van lagere rechters en de rechtzoekenden daarmee beschermt tegen rechtens onjuiste uitspraken (hierna besproken onder 'cassatie').
De lagere rechters (gerechtshof en rechtbank) houden zich in beginsel aan de door de Hoge Raad gegeven interpretatie van het recht maar zijn daartoe wettelijk niet gehouden. Het is mogelijk dat de Hoge Raad in een arrest terugkomt van een eerder ingenomen standpunt. In zo'n geval heet het dat de Hoge Raad 'om is gegaan'. Dat gebeurt echter niet lichtvaardig want de uitspraken van de Hoge Raad dienen er nu juist bij uitstek voor om de rechtseenheid te bevorderen. Het is echter onvermijdelijk dat de Hoge Raad tot een ander oordeel komt als de omstandigheden van een concreet geval daar aanleiding toe geven of tot herbezinning komt naar aanleiding van maatschappelijke ontwikkelingen en opvattingen. Vooral waar het gaat om ongeschreven rechtsregels of wanneer de wetgever 'open normen' heeft gebruikt, zijn de uitspraken van de Hoge Raad bepalend voor de rechtsvorming. Als de Hoge Raad blijkens zijn overwegingen 'om gaat' en dus terugkomt op een standpunt van een of meer eerdere arresten, wordt dit expliciet vermeld in het arrest waarin het gebeurt.

## Cassatie
Tegen uitspraken van de rechtbank kan in civiele- straf- en belastingzaken - in beginsel - hoger beroep worden ingesteld bij het gerechtshof. Die procedure houdt een volwaardige 'tweede kans' in. Partijen kunnen in hun stukken die aan de rechter worden voorgelegd hun stellingen aanpassen, het feitencomplex aanvullen en eventuele fouten die ze in de eerste instantie hebben gemaakt, veelal herstellen. Het is de zogenaamde tweede 'feitelijke instantie'. Er gelden echter wel strakkere spelregels en in civiele zaken is de bijstand van een advocaat vereist, ook als dat bij de rechtbank (sector kanton) nog niet het geval was. De procedure bij de Hoge Raad is geen volwaardige 'derde instantie'. In de cassatie kunnen namelijk alleen klachten worden aangevoerd tegen uitspraken waarin vormen zijn verzuimd die tot nietigheid leiden; het recht niet goed is toegepast of het oordeel niet afdoende is gemotiveerd. Het eerder naar voren gebracht feitencomplex of de juridische standputen kunnen niet meer worden aangepast In de regel gaat het bij cassatie om arresten van een gerechtshof. Als de cassatie slaagt kan de Hoge Raad de kwestie soms zelf afdoen. In meerderheid van de gevallen zal de zaak echter 'terug worden verwezen' naar een ander gerechtshof met de opdracht de zaak opnieuw te berechten in de stand waarin de procedure zich bevond onmiddellijk voordat de vernietigde beslissing werd gegeven en zulks met inachtneming van het door de Hoge Raad gewezen arrest. Hier geldt een uitzondering op de regel dat een rechter ex nunc mag oordelen, naar de stand van zaken op het moment van het oordeel.
Een nieuwe beoordeling van de feiten blijft bij de Hoge Raad dus achterwege. Daardoor is de cassatieprocedure strak afgeperkt want ook rechtsoordelen die 'verweven zijn met een waardering van de feiten', zijn door de Hoge Raad niet te toetsen.
Het voeren van een civiele cassatieprocedure mag - zowel eisend als verwerend - alleen worden gedaan door een 'advocaat bij de Hoge Raad'. Alvorens cassatie in te stellen begint deze met een schriftelijk 'cassatieadvies' aan de cliënt. Als dat negatief luidt zal de advocaat geen cassatieberoep instellen. Als het positief uitvalt zal hij/zij dat advies uitwerken tot 'cassatiemiddelen', die bij de Hoge Raad worden ingediend. Vervolgens is er nog een ingangstoets: als de zaak naar het oordeel van de Hoge Raad, gehoord de procureur-generaal, geen behandeling in cassatie rechtvaardigt omdat de eiser onvoldoende belang heeft bij het beroep of omdat de cassatiemiddelen 'klaarblijkelijk niet tot cassatie kunnen leiden', wordt de zaak niet verder in behandeling genomen en wordt er afgedaan met een niet-ontvankelijkheid. Een belastingzaak kan men in alle drie instanties zelf - en dus zonder advocaat - voeren. In strafzaken kan de verdachte zelf cassatie instellen maar moeten de cassatieklachten door een advocaat (welke dan ook) worden ingediend. Als alleen het Openbaar Ministerie cassatieberoep heeft ingesteld mag de verdachte desgewenst zelf het verweer voeren.

### Cassatie in het belang der wet
De Hoge Raad kan in het belang der wet beslissen op cassatie ingesteld door de procureur-generaal bij de Hoge Raad. Cassatie in het belang der wet is een zogenaamd 'buitengewoon rechtsmiddel'. Het kan alleen worden ingesteld als partijen niet zelf cassatieberoep hebben ingesteld of wanneer dat niet heeft opengestaan, zodat de zaak voor hen dus definitief is beslist ('kracht van gewijsde' heeft verkregen). De procureur-generaal kan de aan de orde zijnde rechtsvraag dan toch belangrijk genoeg vinden om daarover een uitspraak van de Hoge Raad te krijgen. Het gaat dan met name om vragen van rechtseenheid of rechtsontwikkeling. Een arrest van de Hoge Raad waarin een uitspraak van de lagere rechter in het belang der wet wordt gecasseerd, heeft dus verder geen gevolgen voor de partijen die bij de kwestie betrokken waren. Het instellen van cassatie in het belang der wet is een uitsluitende bevoegdheid van de Procureur-Generaal bij de Hoge Raad, maar eenieder kan aan deze een verzoek daartoe doen. Dit is erg 'laagdrempelig' geregeld: het verzoek dient gemotiveerd te zijn en kan eenvoudig per ondertekende scan van een brief per e-mail worden ingediend.

## Eerste aanleg
De Hoge Raad is het college waarvoor de leden van de Staten-Generaal, ministers en staatssecretarissen moeten terechtstaan bij vervolging wegens ambtsmisdrijven (misdrijven die zij als zodanig begaan terwijl zij in functie zijn of na hun aftreden). Strafrechtelijke vervolging voor deze ambtsmisdrijven is slechts mogelijk als de Tweede Kamer (bij meerderheid) of de regering hiertoe besluit, waarna de procureur-generaal bij de Hoge Raad de vervolging instelt. Deze is daartoe verplicht: het opportuniteitsbeginsel geldt hier niet. Overigens is een dergelijke procedure wegens ambtsmisdrijven in Nederland nog nooit voorgekomen, en in 2009 kwam de Commissie Prinsjesdagstukken onder leiding van voormalig procureur-generaal De Wijkerslooth tot de conclusie dat in ieder geval in die context een dergelijke strafrechtelijke vervolging nagenoeg onuitvoerbaar was.
De vierde kamer van de Hoge Raad beslist ook in eerste aanleg over de vraag of een rechter moet worden geschorst of ontslagen. Alle rechters worden in Nederland voor het leven benoemd. Deze regel is opgenomen in artikel 117 van de Grondwet en waarborgt de onafhankelijkheid van de rechterlijke macht. De regel zorgt ervoor dat de rechter onafhankelijk zijn werk kan doen zonder het risico te lopen door regering of parlement te worden ontslagen. De Wet rechtspositie rechterlijke ambtenaren bepaalt echter dat rechters niet ouder mogen zijn dan 70. De procureur-generaal bij de Hoge Raad kan evenwel een vordering tot schorsing of ontslag indienen bij de Hoge Raad (art. 111 Wet op de rechterlijke organisatie). Een rechter kan door de Hoge Raad worden ontslagen wanneer hij of zij lichamelijk of geestelijk niet meer in staat is zijn werk te doen; voor een misdrijf is veroordeeld of ernstig nadeel toebrengt aan de goede gang van zaken bij de rechtspraak of het hierin te stellen vertrouwen. Een rechter kan ook worden ontslagen vanwege ongeschiktheid; dit is echter zeer uitzonderlijk.

## Zittingen
Procedures bij de Hoge Raad worden vrijwel geheel schriftelijk gevoerd. Dit heeft tot gevolg dat er bijna geen zittingen zijn waarbij partijen en/of advocaten verschijnen die hun standpunt toelichten. Er zijn wel rolzittingen.

## Prejudiciële vragen

### Prejudiciële vragen aan de Hoge Raad
Rechters kunnen sinds 1 juli 2012 prejudiciële vragen stellen over civiele zaken aan de civiele kamer van de Hoge Raad. Dit zijn rechtsvragen waar de Hoge Raad zich nog niet over heeft uitgelaten. Het gaat hierbij om vragen die zich voordoen in een lopende procedure bij die rechter. Het antwoord op de vraag moet nodig zijn voor het beslissen van die lopende zaak en dezelfde vraag moet ook aan de orde zijn voor een groot aantal vorderingsrechten die uit dezelfde of soortgelijke feiten of samenhangende oorzaken voortkomen, zoals een massaclaim. Een tweede mogelijkheid is dat het antwoord op de gestelde vraag niet alleen van belang is voor één aanhangige procedure, maar ook voor soortgelijke zaken die veel voorkomen, bijvoorbeeld in een arbeidszaak, huurzaak, consumentenzaak of echtscheiding. Het doel hiervan is een veelheid van zaken sneller definitief af te kunnen doen doen.
Een sprekend voorbeeld uit 2023 is dat van de Rechtbank Amsterdam, sectie kanton, die in twee zaken vragen stelt over een mogelijk oneerlijk beding in huurovereenkomsten. De rechter moet daar onder andere een uitspraken van het Hof van Justitie EU toepassen. Een ander voorbeeld is de prejudiciële beslissing van de Raad op vragen over schadevergoeding door gaswinning in Groningen.
Een prejudiciële vraag wordt gesteld in een vonnis van de lagere rechter. Het kan op eigen initiatief van die rechter gebeuren of op verzoek van een of meer partijen. Vanaf 2016 is dit ook mogelijk in belastingzaken en sinds 1 oktober 2022 in strafzaken.

### Prejudiciële vragen van de Hoge Raad
De Hoge Raad kan ook zelf, om dezelfde redenen, prejudicieel advies vragen bij een hogere instantie op grond van internationale verdragen. Bekend is het Hof van Justitie van de Europese Unie (HvJEU). Vanaf 2019 kunnen ook prejudiciële vragen worden gesteld aan het Europees Hof voor de rechten van de Mens (EHRM). Rechters in Nederland en andere lidstaten blijken hier terughoudend te zijn, ze leggen de verdragsregels liever zelf uit en zijn daartoe kennelijk ook in staat.
Het antwoord op prejudiciële vragen bij een internationale instantie heeft gelding voor alle staten die partij zijn bij het betreffende verdrag.
Een belangwekkend voorbeeld uit 2023 is het stellen van prejudiciële vragen over bestuurdersaansprakelijkheid.

## Samenstelling
De raadsheren in de Hoge Raad worden net als de andere leden van de rechterlijke macht benoemd bij Koninklijk besluit (art.117, lid 1 van de Grondwet). Voor de Hoge Raad geldt echter een rechtspositioneel geregeld systeem van 'gematigde coöptatie'. Dit houdt in dat de Raad (na overleg met de procureur-generaal) een lijst opstelt van zes personen en die aan de Tweede Kamer stuurt want die heeft het grondwettelijk recht (art. 118 lid 1) op voordracht van drie personen. Dit lost zich in de praktijk allemaal op doordat de Kamer de eerste drie van de lijst van zes voordraagt en de regering vervolgens de eerste persoon op de lijst van drie benoemt.
In het verleden, met name in de negentiende eeuw, kwam het met enige regelmaat voor dat de Tweede Kamer afweek van de door de Hoge Raad voorgestelde lijst. In de recentere geschiedenis werd er nauwelijks aandacht aan de benoemingen besteed. De benoeming van Ybo Buruma in 2012 leidde echter tot bezwaren van de PVV en de voordracht van Diederik Aben werd zelfs ingetrokken nadat verschillende politieke partijen hun zorgen hadden geuit over diens stellingname rondom de wraking in het proces Wilders. Op 15 april 2022 heeft de Hoge Raad een protocol voor de werving en selectie van raadsheren vastgesteld. Daarin staat ook dat zijn president en de PG de voordracht aan de betreffende commissie van de Tweede Kamer toelichten. Dit laat uiteraard onverlet dat de Kamer (een of meer van) de voorgedragen kandidaten zelf kan horen.
De leden van de Hoge Raad worden - zoals alle rechters - voor het leven benoemd; bij het bereiken van de leeftijd van zeventig jaar of op eigen verzoek wordt aan een raadsheer bij koninklijk besluit ontslag verleend. Er bestaat geen wettelijke grondslag voor de zittingstermijn van de president. Wel gold informeel dat de president na zes jaar zijn functie neerlegt, een gebruik analoog aan wat voor de gerechten die onder de Raad voor de rechtspraak vallen, geldt. Voorheen werd steeds de langstzittende raadsheer, de 'in anciënniteit oudste vicepresident', tot president benoemd. In maart 2018 heeft de Raad een protocol benoeming president vastgesteld. In § 6.2 daarvan is vermeld dat de termijn niet langer is dan zes jaar.
De Hoge Raad bestaat uit (artikel 72, eerste lid, van de Wet op de rechterlijke organisatie):
- een president;
- ten hoogste zeven vicepresidenten;
- ten hoogste dertig raadsheren;
- ten hoogste vijftien raadsheren in buitengewone dienst.

De leden van de Hoge Raad zijn naar rechtsgebied ingedeeld in een van de vier kamers:
- Eerste Kamer (Civiel Recht)
- Tweede Kamer (Strafrecht)
- Derde Kamer (Belastingrecht)
- Vierde Kamer (Ombudskamer)

Sinds 1 november 2020 is Dineke de Groot de president van de Hoge Raad. Zij volgde Maarten Feteris op, die van 2014 tot 2020 president was.
Het parket bij de Hoge Raad geeft rechtsgeleerde adviezen (conclusies) aan de Hoge Raad. In de conclusies wordt relevante rechtspraak, literatuur en wetsgeschiedenis uitgebreid belicht. De conclusie eindigt met een voorstel aan de Hoge Raad. De conclusie wordt doorgaans gevolgd. Het parket is onafhankelijk en wordt geleid door de procureur-generaal. De conclusies worden door de advocaten-generaal (AG’s) namens de procureur-generaal genomen. De raadsheren van de Hoge Raad en het parket bij de Hoge Raad worden in hun werkzaamheden ondersteund door het wetenschappelijk bureau (WB) van de Hoge Raad. De ondersteuning door het wetenschappelijk bureau bestaat uit het analyseren van dossiers, verzamelen van relevante literatuur en jurisprudentie en het voorbereiden van concepten. Raadsheren, AG's en wetenschappelijk medewerkers van de Hoge Raad moeten aan zeer hoge kwaliteitseisen voldoen.

### Griffier
De Hoge Raad heeft altijd een griffier, die optreedt als secretaris voor het dagelijks bestuur en het algemeen bestuur. Vanaf het feitelijke begin in 1883 tot het aantreden van de huidige griffier (mr. J. Storm) heeft de Hoge Raad 13 griffiers gekend. Wouter van Nispen tot Sevenaer, vervulde die functie ruim twintig jaren (van 1981 tot 2002).

### Parket
Het parket bij de Hoge Raad der Nederlanden (gerechtscode PHR) wordt gevormd door de procureur-generaal en de advocaten-generaal (niet te verwarren met het parket-generaal bij het Openbaar Ministerie). De procureur-generaal en de advocaten-generaal bij de Hoge Raad behoren niet tot het Openbaar Ministerie.
De procureur-generaal bij de Hoge Raad (PG) is hoofd van het Parket dat onafhankelijk advies geeft aan de Hoge Raad. Hij wordt als enig lid van de staande magistratuur voor het leven (in de praktijk is dit tot 70 jaar) benoemd, omdat hij mede belast is met de vervolging van ambtsmisdrijven. Het parket bestaat naast de PG uit advocaten-generaal, die de Hoge Raad adviseren door middel van conclusies. Dit zijn onafhankelijke adviezen over bij de Hoge Raad aanhangige procedures in civiele zaken, strafzaken en belastingzaken. Een conclusie van een advocaat-generaal wordt genomen voordat de Hoge Raad zich in een arrest over de zaak uitlaat. In civiele en strafzaken wordt steeds een conclusie genomen. In belastingzaken wordt uitsluitend geconcludeerd indien een advocaat-generaal aan de Hoge Raad te kennen heeft gegeven dat hij wil worden gehoord.

### Wetenschappelijk Bureau
De leden van de Hoge Raad en de advocaten-generaal (AG's) van het parket bij de Hoge Raad worden ondersteund door het wetenschappelijk bureau van de Hoge Raad. De ondersteuning door het wetenschappelijk bureau (WB) bestaat uit het analyseren van dossiers en het verzamelen van relevante literatuur en -jurisprudentie en het maken van concepten. Medewerkers voor de raad mogen bij de beraadslagingen over de door hen voorbereide zaken aanwezig zijn.

### Archief
De archieven van de Hoge Raad zijn ondergebracht bij het Nationaal Archief. Ze zijn verdeeld in een drietal delen:
- Keizerlijk Gerechtshof en Hooggerechtshof, 1807-1845;[30]
- Hoge Raad, 1838-1939;[31]
- Hoge Raad, 1940-1979.[32]

In deze archieven zijn de arresten en beschikkingen die de Hoge Raad wees, onderverdeeld in verschillende onderwerpen als burgerlijke zaken, strafzaken, revisiezaken, belastingzaken en koloniale zaken.

## Verhouding tot de wetgever
Er is een voortdurende wederzijdse beïnvloeding van de wetgevende en rechtsprekende macht. De rechtspraak volgt uiteraard de wetgeving maar ook worden regels die in de rechtspraak van de Hoge Raad zijn gevormd met enige regelmaat overgenomen in nieuwe wetgeving. Dit heet codificatie van rechtspraak. Ingewikkelde leerstukken zoals dat van de onrechtmatige daad en het schadevergoedingsrecht zijn in de loop der jaren zeer aanmerkelijk ontwikkeld in de arresten van de Hoge Raad en vervolgens zijn de belangrijkste elementen daarvan neergelegd in het Nieuw BW. Ook zijn door de Hoge Raad - met name daar waar de wetgever het vanwege politieke tegenstellingen niet over de inhoud van benodigde nieuwe wetgeving eens kon worden - nieuwe normen ontwikkeld zoals de voorwaarden voor toepassing van euthanasie door artsen en afbreking van zwangerschappen. Deze hebben de basis gevormd voor de latere 'euthanasiewet' en de Wet afbreking zwangerschap. Het komt ook voor dat de Hoge Raad niet wil afwijken van een bestaande 'leer' en overweegt dat hij daarmee zijn rechtsvormende taak te buiten zou gaan en dus de eerste stap aan de wetgever laat. De wetgever springt zo nodig in op de rechtspraak. In 2011 had de Hoge Raad overwogen dat de Gemeentewet geen grondslag biedt voor de heffing van leges voor de Nederlandse identiteitskaart. Om de heffing alsnog mogelijk te maken stelde de wetgever daarop de Wet regeling grondslag heffing rechten Nederlandse identiteitskaart vast. Met het expliciete doel om naar aanleiding van het arrest van de Hoge Raad met spoed een reparatie aan te brengen in de wettelijke grondslag.

## Geschiedenis

### 1838-1940

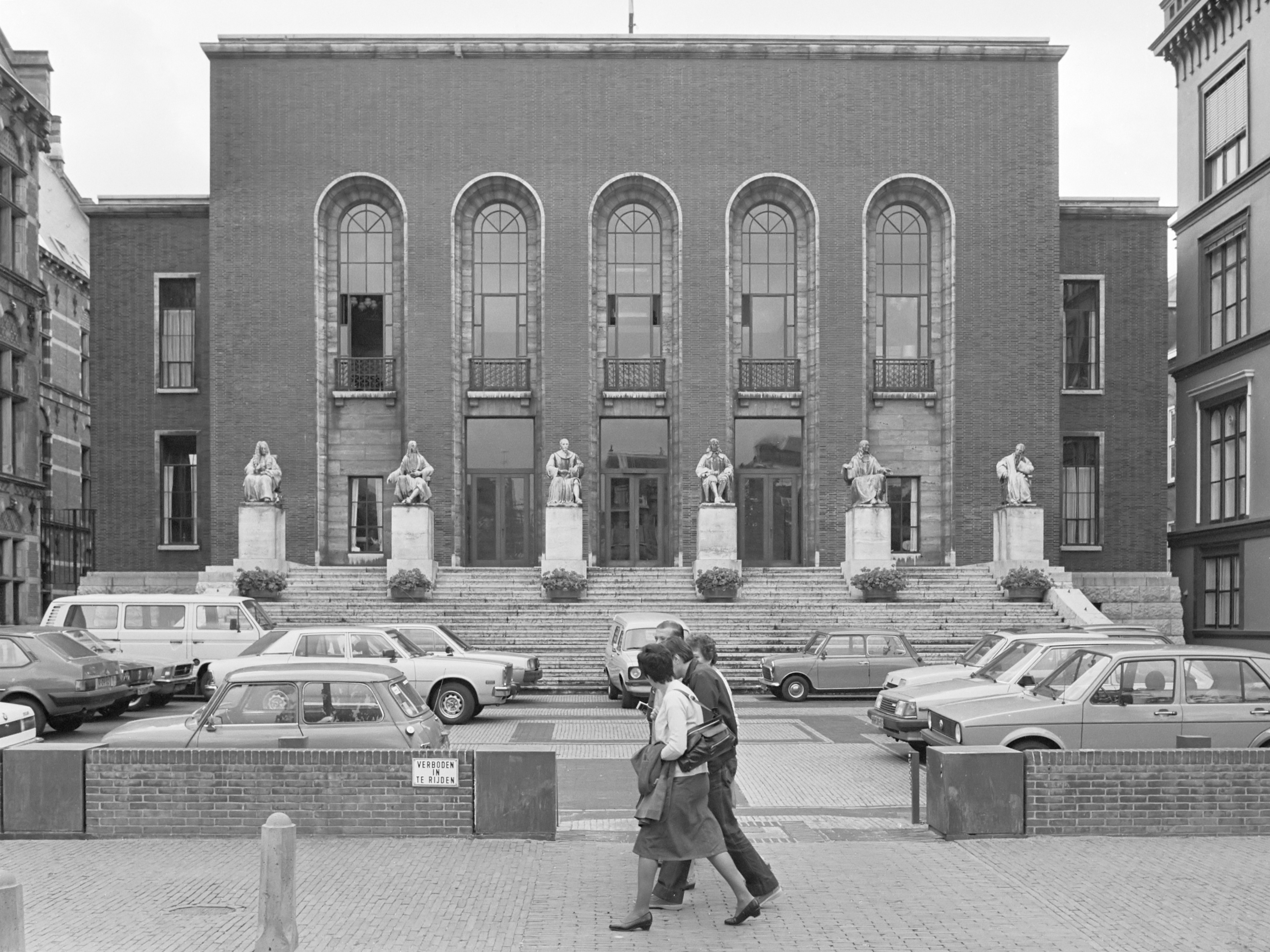
Het gebouw aan het Plein waar de Hoge Raad van 1860 tot 1988 zetelde, in 1983.

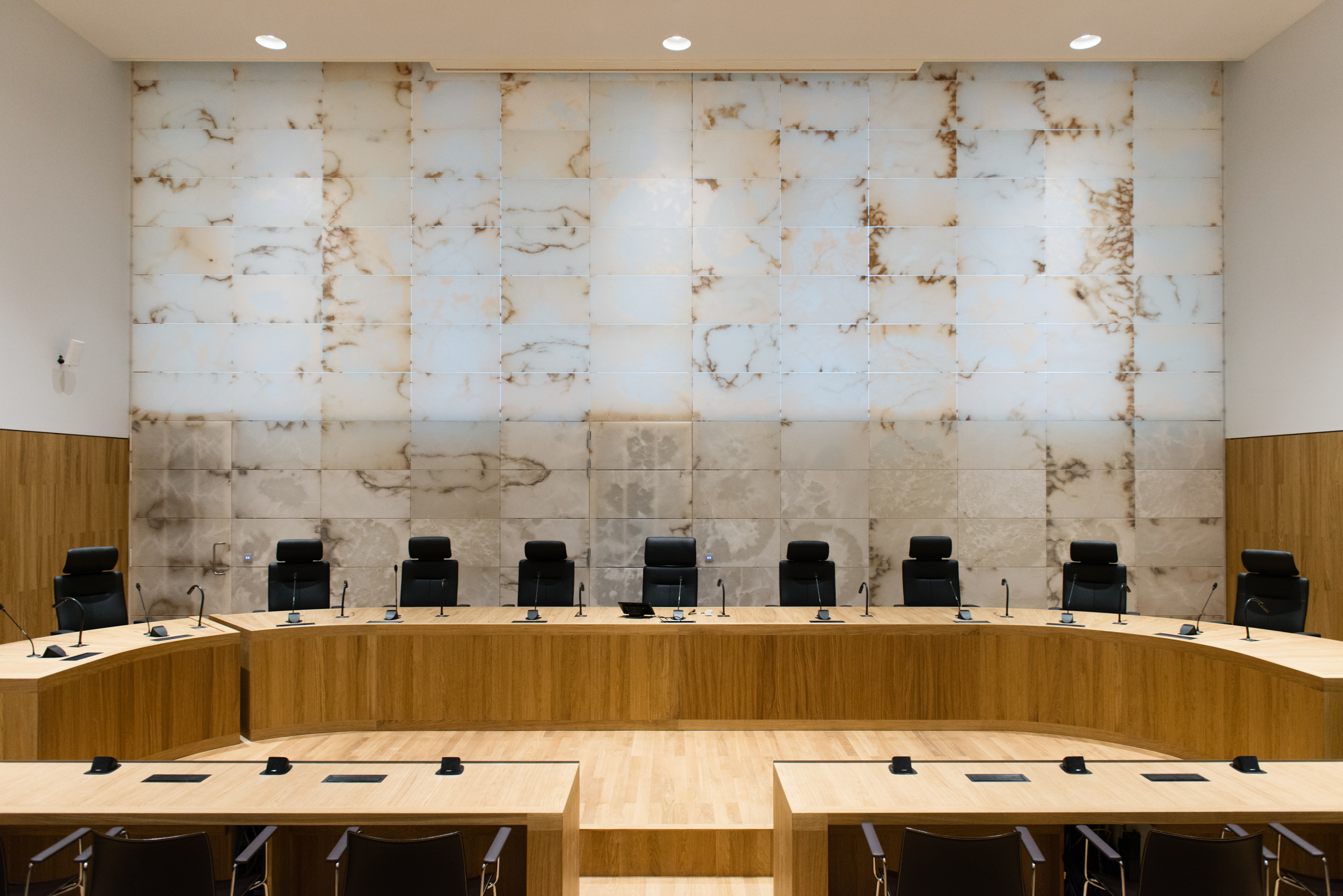
Zaal in het gebouw aan het Korte Voorhout

De Hoge Raad is onder zijn huidige naam en in zijn huidige vorm opgericht op 1 oktober 1838, als rechtstreekse opvolger van de Hoge Raad van Holland en Zeeland, die tijdens de Republiek der Verenigde Nederlanden de plaats innam van de Grote Raad van Mechelen. Die eerste Hoge Raad was bedoeld voor alle zeven gewesten, maar werd door de meeste lidstaten van de Republiek niet erkend.
Vanaf de Bourgondische tijd was er in de Nederlanden min of meer sprake van een enkele hoogste gerechtelijke instantie, in het verlengde van de door de Bourgondische vorsten gevoerde centralisatiepolitiek. Na de Bataafse Revolutie (1795) werd Nederland steeds meer een eenheidsstaat, waarmee het belang van centrale rechterlijke instellingen verder groeide. Ook deed de cassatierechtspraak toen definitief haar intrede in Nederland, onder invloed van het Franse rechtssysteem.
Al in 1814 werd in artikel 102 van de in dat jaar opgestelde Grondwet bepaald dat er een opperste gerechtshof moest komen "onder den naam van Hoogen Raad der Vereenigde Nederlanden". De daadwerkelijke oprichting liet daarna nog vierentwintig jaar op zich wachten, mede als gevolg van de Belgische Revolutie van 1830. Het idee van een college dat rechterlijke uitspraken die strijdig met de wet waren op hoger niveau kon vernietigen of casseren was ontleend aan Frankrijk, waar sinds de Franse Revolutie het Tribunal de cassation (voorloper van het Hof van Cassatie) bestond.
Van 1838 tot 1864 was de Hoge Raad in een gebouw op het Binnenhof gevestigd. Vervolgens verhuisde de Raad in 1860 naar het nieuw opgeleverde gebouw van de Hoge Raad aan het Plein.
Tussen 1839 en 1912 verscheen het tijdschrift Nederlandsche regtspraak, of verzameling van arresten en gewijsden van den Hoogen Raad der Nederlanden in Nederland. Het tijdschrift richtte zicht op juristen, notarissen, deurwaarders en ambtenaren. Per 1 oktober 1838 van dat jaar verscheen het eerste jurisprudentietijdschrift. Het tijdschrift gold als het officiële publicatieorgaan van de uitspraken van de Hoge Raad.

### Tijdens de Tweede Wereldoorlog
Tijdens de Duitse bezetting bleef de Hoge Raad in functie. In november 1940 schorste de bezetter de voorzitter, mr. Lodewijk Visser, wegens zijn Joodse afkomst, maar Vissers collega's protesteerden niet; hij werd door de rijkscommissaris Arthur Seyss-Inquart per 1 maart 1941 ontslagen en vervangen door Johannes van Loon. De achterblijvende leden tekenden ook de gewraakte ariërverklaring, waarmee zij voor de gehele rechterlijke macht een negatief uitwerkend voorbeeld van compromittering stelden.
Na de bevrijding verweet men de Hoge Raad een slappe en legalistische houding. De Raad wenste vooral de continuïteit van de rechtspraak en de rechtsvorming te garanderen en zich politiek niet te profileren. De kansen die er waren om zich principieel op te stellen tegenover de Duitsers werden grotendeels gemist. Men vergat een moreel voorbeeld te zijn of was er niet toe in staat. Dat kwam mede door het zogenaamde Toetsingsarrest, waarin de Hoge Raad besliste dat de Nederlandse rechter de verordeningen van de bezetter niet mocht toetsen aan internationaal recht, met name niet aan het Landoorlogreglement van 1907.
De zetel van de Hoge Raad werd in 1943 tijdelijk verplaatst van Den Haag naar Nijmegen. Bij de bevrijding van Nijmegen in september 1944 leverde dit de frappante situatie op dat de zetel zich enerzijds in bevrijd gebied bevond, terwijl de meeste raadsheren zich nog in bezet gebied bevonden. Van een zuivering kwam niet veel terecht; juristen die met de bezetter hadden gecollaboreerd behielden in het algemeen hun functie of kregen belangrijke andere functies. Een cruciale rol in de behandeling van deze kwesties werd gespeeld door Jan Donner, die in 1946 voorzitter van de Hoge Raad werd.

### Na de oorlog
Tot 1988 zetelde de Raad nog in het gerenoveerde gebouw aan het Plein, dat daarna is gesloopt voor de uitbreiding van de Tweede Kamer. De Raad nam in 1988 zijn intrek in Huis Huguetan aan het Lange Voorhout 34-36. Door de architect Penninck is een uitbreiding voor Huis Huguetan ontworpen aan de Kazernestraat. Ondanks deze uitbreiding, was het complex te klein voor de Hoge Raad en in 2002 zijn de belastingsector en de bedrijfsvoering verhuisd naar Huis Bentinck aan het Lange Voorhout.
Vanaf 2007 werd onderhandeld over een nieuwe verhuizing, waarbij uiteindelijk gekozen werd voor nieuwbouw aan het Korte Voorhout, waar tot dan toe gebouwen van de Franse ambassade en een verzekeringsbedrijf stonden. De verzekeraar was al verhuisd, waarna het pand lang leegstond en de Franse ambassade bleek bereid te verhuizen naar een gebouw aan de Anna Paulownastraat, dat echter eerst volledig moest worden gerenoveerd. In oktober 2013 kon de nieuwbouw beginnen voor de Hoge Raad, naar een ontwerp van Claus en Kaan Architecten. In maart 2016 is de Hoge Raad naar het Korte Voorhout verhuisd.